# 가라유키상

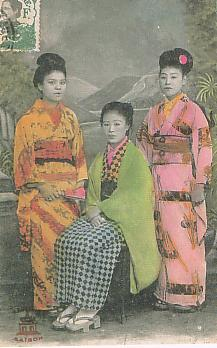
사이공 가라유키상
프랑스령 인도차이나의 우표와 사이공의 도장이 찍혀있다

가라유키상(일본어: 唐行きさん)은 19세기 후반에 해외에서 원정 성매매를 하던 일본인 여성들을 가리키는 말이다. 영화감독 이마무라 쇼헤이가 1973년에 제작한 영화의 제목이기도 하다. 가라(唐)는 중국 당나라와 무역을 하면서 파생된 말로 '외국'을 뜻하며, 가라유키상이란 말의 문자적 의미는 "해외로 나간 사람들"이란 뜻이다. 가라유키상들은 농어촌의 가난한 집안출신들이 대부분이었으며 지역적으로는 규슈의 나가사키 및 구마모토 지역 출신이 많았다. 이들은 제겐(뚜쟁이)이라는 중개알선업자의 취업사기 꼬임에 넘어간후 인신매매를 거쳐서 강제로 해외로 보내졌다.
일본 메이지 정부는 취업사기와 인신매매 사실을 묵인, 방조했는데 가라유키들의 외화벌이가 국가경제발전에 큰 보탬이 되었기 때문이다. 근대화에 필요한 재원 조달과 전비마련에 일조하고 러일전쟁을 전후하여 첩보활동을 하는 등의 활약이 이어지자 일본정부와 여론은 낭자군(娘子軍)이라 치켜세웠다. 심지어 일본인들에게 존경받는 교육개혁가이자 계몽사상가였던 후쿠자와 유키치 조차 '가라유키상 예찬론'을 설파하며 원정 성매매를 옹호하고 장려하는 듯한 발언을 하였다.
그러나 국력이 성장하여 국가위상이 올라가자 '국가의 수치'라며 해외에 산재한 매춘업소를 폐쇄시켰고 귀국한 가라유키들을 냉대하기 시작했다. 가라유키들은 종군위안부로도 활동하였는데, 이런 전력의 시작은 해외일자리 알선이라는 취업사기와 유괴로 시작되어 당사자의 의사와 무관하게 반강제 되었음에도 불구하고 돈벌이를 위해서 자원하여 원정 성매매를 하며 몸을 더럽혔다고 매도하고 있다.

## 역사적 배경

### 개방적인 문화 형성
유교의 강한 영향으로 인해 보수적인 한국에 반해 일본의 성문화는 솔직하고 개방적이며 관대한 편이다. 일본인에게 있어서 성이란 숨길것이 아니고 도덕적 구속에 억매이지 않는 자유로움 속에 성의 신성함과 생명력에 대한 상징성을 높이 평가하고 있는 것으로 볼 수 있다. 일본 고대의 성문화는 비교적 자유롭고 남녀가 동등하게 솔직한 사랑의 고백을 통하여 행동으로 옮겼다. 이런 개방적인 문화는 기후등 생활환경, 빈번한 전쟁, 일본불교, 신도(神道)의 영향으로 자연스럽게 형성되었다.
일본의 기후는 섬나라의 특성상 매우 습하고 후덥지근하여, 신체를 옷으로 가리지 않은채 타인앞에서 노출시키는 행위가 예의에 벗어난다고 보지 않았다. 이런 관습의 영향으로 노천혼욕을 자연스럽게 즐기는 문화가 생겼다. 도시에서는 도시건설, 토목공사로 남성들이 집중되자 성비율이 깨어지며 매춘이 성행하게 되었다. 이와반대로 노동인력이 대거 도시로 빠져나간 농촌에서는 미혼녀와 미망인이 증가하였는데, 이로 인해 청년들이 밤에 자유롭게 이웃집 여성과 동침하는 것이 허용되는 요바이(夜這い)문화가 생겨났다. 전쟁이 빈번했던 막부정권 시절에는 남성 수가 현저하게 감소하자 어쩔 수 없이 인구수 유지, 노동력 확보, 종족 번식을 위한 자구책이 필요했기 때문에 여성들이 개방적이고 적극적이었으며, 성에 대해 사회 전반적으로 관대한 분위기가 형성되었다.

### 집창과 공창
1585년 일본 도요토미 히데요시는 성매매업소를 일정한 곳에 모아 고립시켜서 사창(私娼)에 의한 성매매가 일반주거지역으로 침투·난립하는 것을 막고자 집창제(集娼制)의 일종인 유곽제도를 만들었다. 공창제와는 다소 차이가 있었던 유곽(遊廓)은 매춘부들을 일정한 구획 안에 모아 영업하도록 허락한 공인매음업소 또는 공인매음지역으로, 오사카의 게이세이초(傾城町)를 유곽지대로 공인한 것이 그 시초가 된다. 본격적인 공창제(公娼制)는 1617년 에도막부가 도쿄에 흩어져 있던 성매매업소를 현재의 닌교정(人形町)에 모아 관리하며 시작되었다. 도쿄의 공창은 ‘요시와라’라고 불리었으며 이런 공창은 18세기경에 오사카, 교토등 전국에 25개소로 늘어나며 활성화되었다.

### 알선업자의 등장
에도막부가 붕괴되며 들어선 메이지 정부는 1872년 11월에 인신매매금지령을 포고하였다. 유괴된 농촌 빈민 출신의 어린 소녀들에 의해 매춘이 성행하자 이를 막기위한 조치였다. 또한 공창제도를 폐지하고 예창기(게이샤와 창부)해방령도 내렸다. 갑작스럽게 실직하게 되어 경제적으로 어려움을 겪게 된 많은 게이샤와 매춘부들은 이를 타개하기 위해서 홍콩, 싱가포르, 필리핀, 베트남 등 해외로 진출하기 시작했다. 그런데 이들에 의한 외화벌이가 무시하지 못할 정도가 되자 농촌 빈민출신 소녀들을 모집하여 해외로 보내는 중개알선업자가 등장하였다.

## 원정 성매매

### 인신매매와 유괴
제겐(ぜげん) 또는 핀푸(ピンプ)라는 이름으로 불리는 이들 알선업자들은 일본 전역(주로 가난한 농어촌)을 돌아다니면서 젊은 여성들을 물색했다. 이들은 해외에서 일하게 해주겠다고 어린 소녀들을 꼬드겨서, 그 부모에게 돈을 주며 소녀들을 모집했고 모집한 소녀들을 포주에게 넘기면서 중개 수수료를 챙겼다. 알선업자들 중에는 이렇게 번 돈을 모아 직접 해외에서 사창가 경영에 뛰어든 자도 있었다. 일자리 알선을 미끼로 한 취업사기와 인신매매, 해외인력파송이 괜찮은 수입을 안겨주자 전문적으로 소녀들을 유괴하는 조직이 생겨나 유괴, 납치, 인신매매가 성행했다.
그런데 정작 유괴당한 부모들은 법에 호소하지 않고 이내 침묵하였다. 이는 어려운 살림에 입이라도 하나 줄어들었을 뿐만 아니라 팔녀나간 딸들이 집으로 보내오는 돈이 가계에 큰 보탬이 되었기 때문이었다. 간혹 딸이 보내온 돈으로 집이나 토지를 사는 농가도 있었다. 이 때문에 어린 꼬마 여자아이들은 빨리 커서 가라유키가 되어 돈도 벌고 집과 땅도 사서 부모님을 기쁘게 해드려야겠다고 생각하기도 했다한다. 절대적인 돈의 위력으로 인해 가라유키가 있는 가정을 부러워하는 집도 있었다.
이렇듯 유괴는 크게 사회문제화 되지 않았는데, 이는 유괴시 부잣집 딸, 배운 여자, 현재 학생신분인 여학생 등은 피했기 때문이기도 했다. 유괴대상은 주로 가난하여 못배운 농촌 빈민가정 출신의 14~16세 여성들이었는데, 유괴된 당사자나 그 가족들은 문제를 제기하고 싶어도 무지하였기에 그 방법 조차 모르는 경우가 허다했다. 또한 부모가 직접 어린 딸들을 팔아 치우는 경우도 있었다. 일본에는 옛날부터 먹고 살기 힘든 집안에서 영아를 살해하여 강이나 바다에 버리는 관습이 있었다. 이를 마비키(間引, まびき)라 했는데, 주로 2~3세의 여자아이가 대상이 되었다. 이런 관습이 내려오던 터라 딸을 직접 매매하는 일은 크게 죄의식이 없이 행해졌던것으로 보인다.

### 원정매춘
알선업자의 말을 믿고 선박에 오른 여성들은 외국에 도착한후에야 속은 사실을 깨닫지만, 상황을 되돌릴 수는 없었다. 부모가 받은 선금은 물론, 브로커 수수료, 교통비 등을 전부 빚으로 떠안은 상태라 성매매를 거부할 수도 없었다. 그래서 돈 올가미에 걸려 성노예가 되었고 스스로 목숨을 끊은 사례도 많았다.
가라유키상들이 보내진 곳은 중국, 홍콩, 필리핀, 보르네오섬, 타이, 인도네시아등이다. 주로 유럽 식민지였던 아시아 국가들로서 유럽이나 미국 군대 주둔에 따라 수요가 많은 지역에 보내졌다. 더 멀리는 만주, 하와이, 북아메리카(캘리포니아주), 아프리카(탄자니아 잔지바르)까지 퍼져나간 경우도 있다. 가라유키상들은 주로 항구도시에 정착하였는데, 이런 이유는 항구에는 외국인과 뱃사람들이 많이 모인탓에 외국 여성에 대한 거부감이 일반인들보다 훨씬 덜하였고 상거래가 활발하여 현금유통이 원할했기 때문이었다.
해외로 나가는 가라유키의 수는 해마다 증가했다. 싱가포르의 경우만 해도 전체 일본인 체류자수의 1/4 정도로 수천명에 달했다고 한다. 그 당시 해외에서 활동하던 가가유키에 대한 정확한 통계는 나와 있지 않다. 일각에서는 1920년 성매매 금지 이전까지 약 50만 명정도가 될것이라고 추산하고 있다.

### 노동환경
가라유키들은 일본군이 직접 관리하는 공창에 들어가거나 민간 집창촌 등에서 일했다. 공창에서는 일본 헌병이 매독 등 성병을 검사했다.
가라유키상이었던 기타가와 사키가 남긴 기록에 따르면 보르네오섬에서는 업소여성은 화대를 포주와 50:50로 나누었다고 한다. 자기몫의 50%중 빚변제에 25%를 지출하고 그 나머지가 생활비였다고 하는데, 빚을 지지 않고 기본적인 생활을 유지하기 위해서는 한달에 스무명 이상의 손님을 받아야 했다. 항구에 배가 들어오는 경우에는 업소에 손님이 넘쳐 하룻밤에 30명의 손님을 받는 경우도 있었다.

### 일본정부의 대응
메이지 정부는 어린 소녀들의 유괴와 원정성매매에 대해 모른척 묵인하였다. 해외 영사관과 경찰에 신고가 들어와도 유괴범을 잡으려 하지 않았다. 가라유키들이 벌어들이는 외화가 엄청나서 메이지 유신이후 침체된 경제를 살리는데 큰 도움이 되었기 때문이다. 일본은 갑작스런 개국, 에도 막부의 몰락, 개혁추진으로 인한 정국불안이 물가폭등과 대량 실업으로 이어져 이를 해결해야 했으며, 서양선진 문물을 받아들여 근대화를 추진하기 위해서는 많은 자금이 필요했다. 또한 사회혼란에 따라 강간과 절도 등이 증가하여 많은 범죄자와 부량자들이 양산되었는데, 이들이 가라유키를 보호, 관리하는 역할을 하며 해외로 빠져나가자 잠재적인 사회적 불안요소가 자연스럽게 사라지며 안정되는 효과도 있었다. 이런 이유로 인해 일본정부는 뒤에서 암암리에 알선업자들의 활동을 부추기고 장려하였다.

### 가라유키들의 활약
가라유키들이 진출한 항구 도시에는 이들이 중심이 되어 일본인 촌이 형성되기도 하면서 성매매에 종사하던 가라유키 사회에도 여러 변화가 있었다. 가라유키들은 현지인의 하녀가 되기도 하고 부잣집에 애첩이 되기도 했다. 또한 독립하여 포주가 되거나 가라유키 출신들이 가라유키들을 대상으로한 음식점이나 잡화점을 열기도 했다. 완전히 현지에 정착을 한 이들은 현지 경제상황과 현지인들의 생활정보를 일본인 무역상들에게 제공하였고 통역과 무역중개역할도 하여 대일무역 활성화에 기여를 하곤 했다.
일제가 본격적으로 동남아시아의 침략전쟁에 몰두하자 1902년에 일본 본토 여성들이 애국부인회를 조직했는데, 가라유키들도 입회비를 내며 기꺼이 동참하였다. 1904년에 러일전쟁을 앞두고 '헌납운동'이 벌어지자 가라유키들은 매춘으로 번돈을 거두어 5천달러라는 거액을 일본정부에 헌납했다. 또한 각 나라의 항구를 연결한 정보망을 만들어 러시아 발틱함대의 이동정보를 일본군에게 신속하게 전달하였다. 이러한 첩보활동은 일본이 러일전쟁에서 승리할 수 있었던 토대가 되었다. 또한 가라유키들은 자원하여 일본군을 위한 종군위안부 역할도 하였다.

### 1918년 일제 시베리아 침략시 활약
1918년 일제가 시베리아를 침략(일본용어 시베리아 출병)하자 조선인 여성까지 가라유키상으로 동원해 시베리아, 아무르주, 사할린주에 진출하였고, 가라유키상 여성 상당수는 군사교육을 받고 밀정활동에도 동참하였다.
대표적인 가라유키상 밀정 조직자로는 일제 해군 고위층의 지원을 받았던 일본인 거부 시마다 모토타로가 있다.
그들은 이 무렵 만주, 시베리아에서 밀정 활동했던 조선인 여성 배정자와 같은 역할을 한 것이다.

### 조선인 여성들도 인신매매
동아일보  1924. 09. 02.자 2면을 보면 북화태(북 사할린섬)로 남용석 등의 인신매매 상인에 의해 최근 팔려간 여성이 4명이고, 북화태로 팔려간 조선인 여성만 이미 30여명으로 일본인 가라유키상 상인, 조선인 인신매매상에 의해 조선인 여자가 악마의 밥이 되었다고 보도하고 있다.  조선인 여성들이 팔려간 북화태 아항은 오늘날의 사할린 섬 북부의 알렉산드라프스크 항구이며, 일본군이 1918~1925년 시베리아 침략 무렵 무력으로 점령하였고, 석탄생산지와 어업항으로 현재까지 유명하다. 
일제시대 사할린섬 북부의 오하는 지표면에서 석유를 생산할 수 있었던 곳으로 유명하였다.

### 태평양 전쟁에서의 활약
싱가포르에 진출했던 가라유키들은 그 지역의 점령군이던 영국군 정보를 빼내 본국에 전달하기도 했다. 이런 정보는 일본군이 1941년 12월부터 두 달간 말레이반도를 놓고 영국군과 벌인 싱가포르 전투에서 완승하는 데 큰 도움이 되었다.

### 일본내 여론
이런 일본 여성들의 해외진출에 대해 당시 여론은 낭자군(娘子軍)이라는 이름으로 선전하며 치켜세웠다. 이는 서양 열강을 따라잡는 데 필요한 외화를 버는 애국자라는 인식때문이었다. 이런 여론속에 가라유키의 원정은 메이지 말기에 절정을 이루었다. 그러나 일본의 국력이 나날이 성장해가자, 가라유키상 여성들에 대한 관점도 "국가의 수치"로 바뀌어 비난여론이 높아졌다. 1920년 매춘금지령과 더불어 해외에 있는 일본인 사창가들도 없어지게 되었다. 가라유키상은 대부분 일본으로 돌아왔으나, 끔찍한 차별과 천대를 받았고 이를 견디지 못한 '시마키 요시' 등 여러 가라유키상 출신 여성들은 귀국 후 자살하기도 했다.
패전이후 가라유키상은 전쟁전 일본의 치부로서 그 실상이 잘 알려지지 않았으나, 1972년 야마자키 도모코가 '산다칸 하치만 사창가'라는 책을 내면서 일본사회에 알려졌다. 이 책에는 인도네시아 보르네오(칼리만탄) 집창촌 사례가 자세히 소개되어있다. 이후 가라유키상에 대한 여러 연구서적이나 르포등이 이어졌다. 오늘날 일본에 입국하여 성매매와 연관된 유흥업에 종사하는 외국인 여성들은 쟈파유키상(ジャパゆきさん)이라고 한다.

## 후쿠자와 유키치의 발언
후쿠자와 유키치는 메이지 유신 전후 시기에 활동한 계몽사상가이자 교육개혁가이다. 일본 지폐 1만엔에 그의 초상화가 등장할 정도로 일본인의 존경을 받는 인물이기도 하다. 그는 자신의 저서 《학문의 권장》을 통하여 "하늘은 사람 위에 사람을 만들지 않았고, 사람 밑에 사람을 만들지 않았다"고 하며 교육개혁을 부르짖었다. 또한 남녀차별없이 동등한 교육기회 제공, 부부간 평등, 여성 참정권 부여 등을 주장하며 여성의 사회적 지위향상을 위하여 크게 공헌하였다. 이런 후쿠자와 유키치의 여성관은 시대적 상황으로 볼때 매우 진보적이기는 하나 빈민 출신의 '가라유키상'에 대한 발언을 보면 그 역시 시대적 한계를 벗어나지는 못하고 여성인권에 대해서는 편협했음을 알 수 있다.
"세상사람들은 돈벌이로 여자들을 해외에 보내는 것을 보고 유감과 함께, 비천한 추태에 나라의 체면을 더럽히는 행위를 금지시켜야 한다고 논하고 있지만, 인간사회에 창부는 어디든지 있는 것, 또한 식민지(각 나라 현지)에는 필요하므로 그들을 굳이 비난한다 해도, 이주의 장려와 함께 그들을 자유롭게 하는 것은 더 나은 세상을 위해서 필요할 수 밖에 없다."
이런 후쿠자와 유키치의 '가라유키상 예찬론'이 설득력을 얻은 탓인지 1901년에는 남양식민지론자인 후쿠모토 니난(福本日南) 등이 주축이 되어 '동방협회'를 만들어 외무성에 이민과를 설치하였다.

## 같이 보기
- 일본의 성매매
  - 요시와라
  - 판판
- 일본의 성산업
  - 일본의 포르노그래피
  - 일본의 어덜트비디오 역사
  - 핑크 영화
- 일본의 전쟁 범죄
  - 일본군 성노예(종군 위안부)
  - 니콜라예프스크 사건 (1920년 일본인 및 조선인 위안부들이 많이 죽은 사건)
- 특수위안시설협회(RAA)
- 시마다 모토타로 (조선 평양에서 위안소 경영)
- 마리아 루즈호 사건(영어판)
- 일본인 묘지(일본어판)
- 쟈파유키상(일본어판)
- 필리핀펍(일본어판)
- 자피노
- 라샤멘(일본어판)
- 메시모리온나(일본어판)
- 나비 부인
- 요바이
- 유곽
- 시베리아 침략